# Всеволод Василькович
Всеволод Василькович — древнерусский князь XII века из полоцкой ветви Рюриковичей. Упоминается только в «Слове о полку Игореве» как брат Изяслава Васильковича Городенского. В историографии существуют разные гипотезы о его происхождении и о деталях его биографии.

## Биография
Автор «Слова о полку Игореве», рассказывая о городенском князе Изяславе Васильковиче, погибшем в бою с литвой, упоминает двух его братьев — Всеволода и Брячислава. «Не бысь ту брата Брячяслава, ни другаго — Всеволода, единъ же изрони жемчюжну душу изъ храбра тъла чресъ злато ожерелие» («Не было тут брата Брячислава, ни другого — Всеволода: так в одиночестве изронил он жемчужную душу из храброго тела через золотое ожерелье»). В других источниках нет надёжных упоминаний ни об Изяславе, ни о Всеволоде, так что исследователям остаётся только строить предположения о происхождении и деталях биографий этих князей. Даже о расположении их княжества нет единого мнения.
Как правило, Васильковичей относят к потомству Всеслава Полоцкого. Согласно одному из предположений (его поддерживают историки А. В. Соловьёв, М. А. Рапов), речь идёт о братьях Марии Васильковны, жены киевского князя Святослава Всеволодовича, то есть сыновьях Василька Святославича Полоцкого. Историк В. Е. Данилевич предположил, что фигурирующее в летописях имя Володша (Володарь) — сокращённое от имени Всеволод. Соответственно он отождествил Всеволода Васильковича с изяславским князем Володшей, который в рамках этой версии должен считаться одним из сыновей Василька Святославича (по классической версии Володша — сын Давыда Всеславича). Такую же гипотезу позже выдвинул Л. Е. Махновец. По мнению Э. М. Загорульского, Изяслав и Всеволод были сыновьями Василька Володаревича, внука Глеба Всеславича Минского. Наконец, Д. С. Лихачёв предположил, что Всеволод мог быть сыном Василька/Василия Рогволодовича — ещё одного князя Полоцкой земли, упомянутого в летописях в связи с его возвращением на Русь из изгнания в 1140 году.
В «Слове о полку Игореве», по-видимому, речь идёт о событиях, которые произошли незадолго до похода Игоря Святославича в степь, то есть до 1185 года. Существует гипотеза о том, что Изяслав Василькович погиб в 1181 году, когда в Полоцкой земле шла большая междоусобная война. Ольговичи, по словам летописца, объединили под Друцком свои силы с «Брячеславом Витебским и братом его», а также с литвой и ливами, которых привели эти князья. По мнению Ю. В. Подлипчука, «Брячеслав» и его брат — это Брячислав и Всеволод Васильковичи; их брат Изяслав не присоединился к ним и встал на пути их литовских союзников, но был разбит и погиб.
Э. М. Загорульский предположил, что именно брат Изяслава Васильковича упоминается в «Хронике Ливонии» Генриха Латвийского как «Всеволод, король Герсике» (крепости на Западной Двине). Этот правитель был женат на дочери литовского князя, часто воевал с меченосцами в союзе с Литвой, в 1214 году потерял свою столицу и получил её обратно взамен на обещание не дружить с язычниками. В последний раз он упоминается в связи с событиями 1225 года, когда в Прибалтике встречали папского легата.
Существуют и альтернативные версии. Так, Н. К. Гудзий считает, что в «Слове» на самом деле имеется в виду сын Василька Святославича Всеслав. По мнению А. П. Комлева и К. К. Белокурова, автор «Слова» вообще имеет в виду не брата Изяслава Васильковича, а Всеволода Большое Гнездо, который не помог полоцким князьям отразить литовскую агрессию. О. В. Творогов критикует эту гипотезу, считая её малоубедительной.